# Agrement
Agrement betegner modtagerstatens godkendelse af en ambassadør på en ny post. Udsenderstaten må sikre sig, at modtagerstaten før ankomsten har givet agrement for den person, den agter at akkreditere som ambassadør. Modtagerstaten er ifølge Wienerkonventionen om diplomatiske forbindelser ikke forpligtet til over for udsenderstaten at begrunde en nægtelse af agrement.
Det forekommer i praksis kun meget sjældent, at en ambassadør nægtes agrement.